# Audiogalaxy
Audiogalaxy（オーディオギャラクシー）は、かつて存在していたインターネット音楽サービス。1998年から2002年まではMP3対応のファイル共有ソフト、2002年中頃から2010年中頃まではRhapsodyという音楽サブスクリプションサービスのプロモーションウェブサイト、2010年中頃から2012年まではパーソナルオーディオのスペースシフティングサービスであった。
2013年1月31日に閉鎖された。

## 歴史
初代Audiogalaxyは1998年にMichael MerhejがBorg Searchと称するFTPサイトインデックスとして始めたが、堅固なPeer to Peerシステムのクライアントソフトウェア（Audiogalaxy "Satellite"）、ウェブ型検索エンジン、リクエストしたファイルの常時検索、自動復帰、ローシステムインパクトとして急速に進化していった。2001年、Napsterから乗り換えたファイル共有者の間で急速に成長するようになった。かつて訴訟によって没落したNapsterを目の当たりにしたことがAudiogalaxyの立ち位置に衝撃を与え、いくつかの方法でNapsterよりも集中するようになった。
Audiogalaxyの使命は音楽の共有を促進することで、チャット可能なグループやアーティストごとのインターネットフォーラムといった機能による強力なコミュニティで有名だった。この強力なコミュニティはまた、多くのジャンルに渡る幅広いコンテンツを擁していたが、それらはより近代的なシステムで不十分に開発されていた傾向にあった。
2008年6月、CNETはAudiogalaxyによる今回の転身を歴史の中で最も良い現存しないウェブサイトの1つとして称賛した。

### 著作権のあるコンテンツ共有に関するRIAAとの紛争
2001年5月、Audiogalaxyはグループ機能としてグループメンバーが同じグループメンバー全員に曲を送信できるようにした。ユーザーは著作権のある特定の曲を転送できないようにするAudiogalaxyが課している「ブロックソング」制限を回避する手段としてこのバックドアを使用した。加えて、特定のファイルがブロックされた場合でも、同じファイルをグループや曲のスペルを変えて置き換えることが可能だった。例としてPink FloydのWish You Were Hereがブロックされた場合、「Wish You Were Here by Pink Lloyd」と題した別のトラックが突然現れる。この後に出たファイルは過去のブロックされたファイルと完全に同一とすることができるが、Audiogalaxyが「Pink Lloyd」に関する通知を受けていないため、そのトラックのダウンロードは影響を受けなかった。
2002年5月9日、Audiogalaxyは曲を送信するには送信者の共有フォルダが必要になるようにした。過去にCGIのパラメータを編集することで曲をだれにでも送信できた。この制限は共有フォルダにダミーファイルを作成することで早期に破られ、同じ名前で曲を送信することが出来たが、Audiogalaxyによるチェックサムハッシングのためダミーにもかかわらず正しいファイルを送信できた。一部のユーザーもこの設定を回避することが出来たがCGI編集の代替は洗練されたとはいえないソリューションだった。共有フォルダに置かれた単純なバッチファイル（例として"move *.mp3 x:\something\"という1行）で任意の時間に任意のフォルダへMP3を移動出来るようにしていた。
Audiogalaxyが音楽産業との協力や、著作権のある曲をブロックする試みを行なっていることを主張しているのにもかかわらず、2002年5月24日、Audiogalaxyはユーザーの多くが認証されていない著作権のある音楽ファイルの共有を続けているとしてアメリカレコード協会(RIAA)に提訴された。この日、Audiogalaxyは全ての曲をブロックしたとされている。1か月後の6月17日、AudiogalaxyとRIAAの間で法廷外での和解が成立、ソングライター、音楽出版社、レコード会社が使用、交換を許可した楽曲のみを取り扱えるフィルタリングシステムを使用することになった。

### 提携とP2P運営の終了
2002年9月8日、AudiogalaxyはListen.comからライセンスを取得しRhapsodyと称する有料ストリーミングサービスに転換した。これによりAudiogalaxyはP2Pの運営を終了したとされる。
2008年から2010までAudiogalaxyはワーナー・ミュージック・グループと長年のレコード業界とインターネット技術エキスパートであるジム・グリフィンが主導したものの失敗に終わったChorussと共に活動していた。Chorussは大学生向けの収益の出せるP2Pファイル共有の実験で、Audiogalaxyソフトウェアはシステムにおける可能な技術的基盤を提供するためのものだった。
2010年中頃まではメッセージボードの一部は現存していたが、AudiogalaxyのウェブサイトはRhapsodyのサブスクリプションサービスや登場アーティストのプロモーションしか掲載されなかった。また、マーヘージによるFolderShareプロジェクトの初期形態を簡単に宣伝していたが後にこのプロジェクトはマイクロソフトが買収している。

### スペースシフティングへの転換
2010年中頃、Audiogalaxyはスペースシフティングサービスへとひっそりながら転換した。一般への発表は10月でChorussが終了したことによるものだった。
このAudiogalaxyの転換されたサービスはインターネットに繋がったコンピュータで保存されたMP3とAACファイルを別のインターネット接続コンピュータ、携帯電話等で検索し、オンデマンドでストリーミング再生することができた。音楽ファイルをホスティングするコンピュータに特別なソフトウェアをインストールし、Flash対応ウェブブラウザやスマートフォンや特別なソフトウェアが動く端末でブラウズと再生する。

### サービス終了
2012年12月12日、Dropboxに買収されたことにより、登録受付を停止した。そして2013年1月31日をもってサービスが終了し、ウェブサイトも閉鎖された。